# 漢城72小時
《漢城72小時》是2002年的日韓合拍片，由長澤雅彥執導，長瀨智也、崔民秀主演。此電影主要在韓國漢城取景拍攝。

## 演員表
- 長瀨智也 飾 早瀨祐太郎
- 崔民秀 飾 金旭浚

## 外部連結
- 開眼電影網上《絕命72小時》的資料（繁體中文）
- 豆瓣电影上《汉城72小时》的資料 （简体中文）
- 时光网上《汉城72小时》的資料（简体中文）
- AllMovie上的资料（英文）
- 爛番茄上的資料（英文）
- 互联网电影数据库（IMDb）上的资料（英文）